# Bombardement de Játiva
 (janvier 2023).
Si vous disposez d'ouvrages ou d'articles de référence ou si vous connaissez des sites web de qualité traitant du thème abordé ici, merci de compléter l'article en donnant les références utiles à sa vérifiabilité et en les liant à la section « Notes et références ».

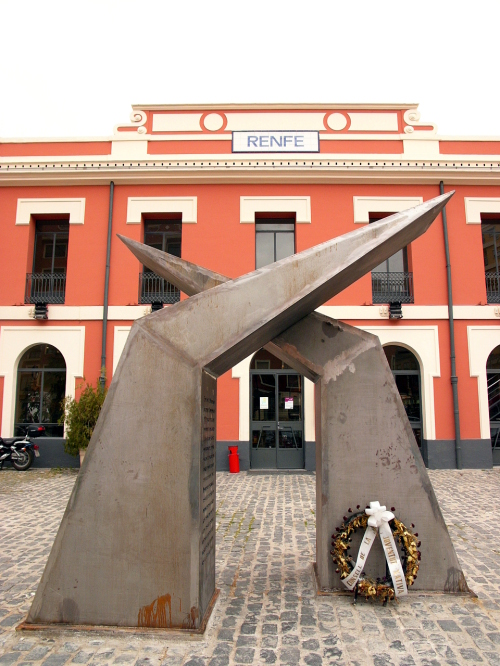
Le monument à la mémoire des victimes

Le bombardement de Játiva est un bombardement aérien franquiste ayant eu lieu en gare de Játiva, le 12 février 1939, au cours de la guerre d'Espagne. Il a fait près de 130 morts, à tel point que certains auteurs l'ont appelé le Guernica valencien.
Un monument à la mémoire des victimes a été élevée en 2007, par Miquel Mollà.

## Déroulement
A la fin de l'offensive de Catalogne, en février 1939, les franquistes sont en pleine campagne de bombardements aériens contre l'arrière garde de l'armée républicaine. L'aviation nationaliste ne rencontre pas de résistance dans les airs, face à une aviation républicaine démoralisée et trop peu nombreuse.
Ainsi, le 12 février 1939, une escadrille de cinq bombardiers Savoia-Marchetti SM.79 décolle de Palma par une journée dégagée. Le groupe s'approche de la gare de Játiva vers 11h30 du matin, au moment même où le train militaire transportant la 49e brigade mixte entre en gare. Le convoi se dirige vers le front du Levant. Sur les quais de la station, de nombreux citoyens et villageois viennent accueillir les soldats, dont de nombreuses femmes et enfants. Les bombardiers larguent alors une vingtaine de bombes de 250 kg, qui tombent sur la gare et ses environs. L'attaque prend la population par surprise, d'autant plus que l'endroit ne possède pas de batteries antiaériennes.
Les dégâts sont considérables, surtout pour ce qui est des pertes civiles. Près de 110 personnes perdent la vie dans l'instant, et 129 personnes en tout, si l'on compte celles décédées par la suite de leurs blessures. On compte environ 200 blessés, qui sont évacués vers les villes voisines, comme à Onteniente. Les pertes les plus importantes sont celles de la 49e brigade, qui après l'événement est même dissoute car impossible à réorganiser.